# Панамські тихоокеанські вологі ліси
Панамські тихоокеанські вологі ліси або Вологі ліси тихоокеанських схилів Панамського перешийка (ідентифікатор WWF: NT0130) — неотропічний екорегіон тропічних та субтропічних вологих широколистяних лісів, розташований на півдні Центральної Америки.

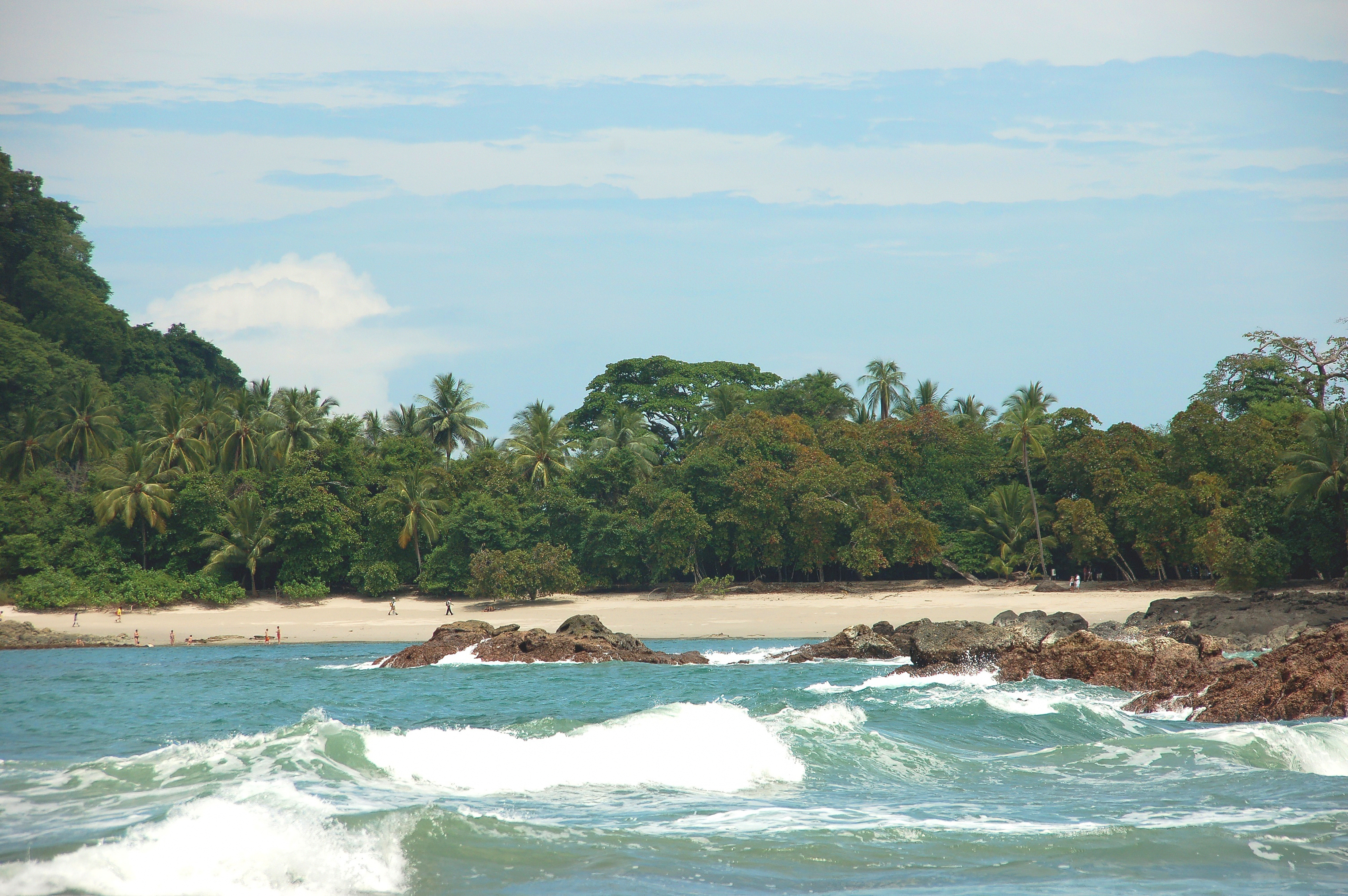
Ландшафт Національного парку імені Мануеля Антоніо (Коста-Рика)

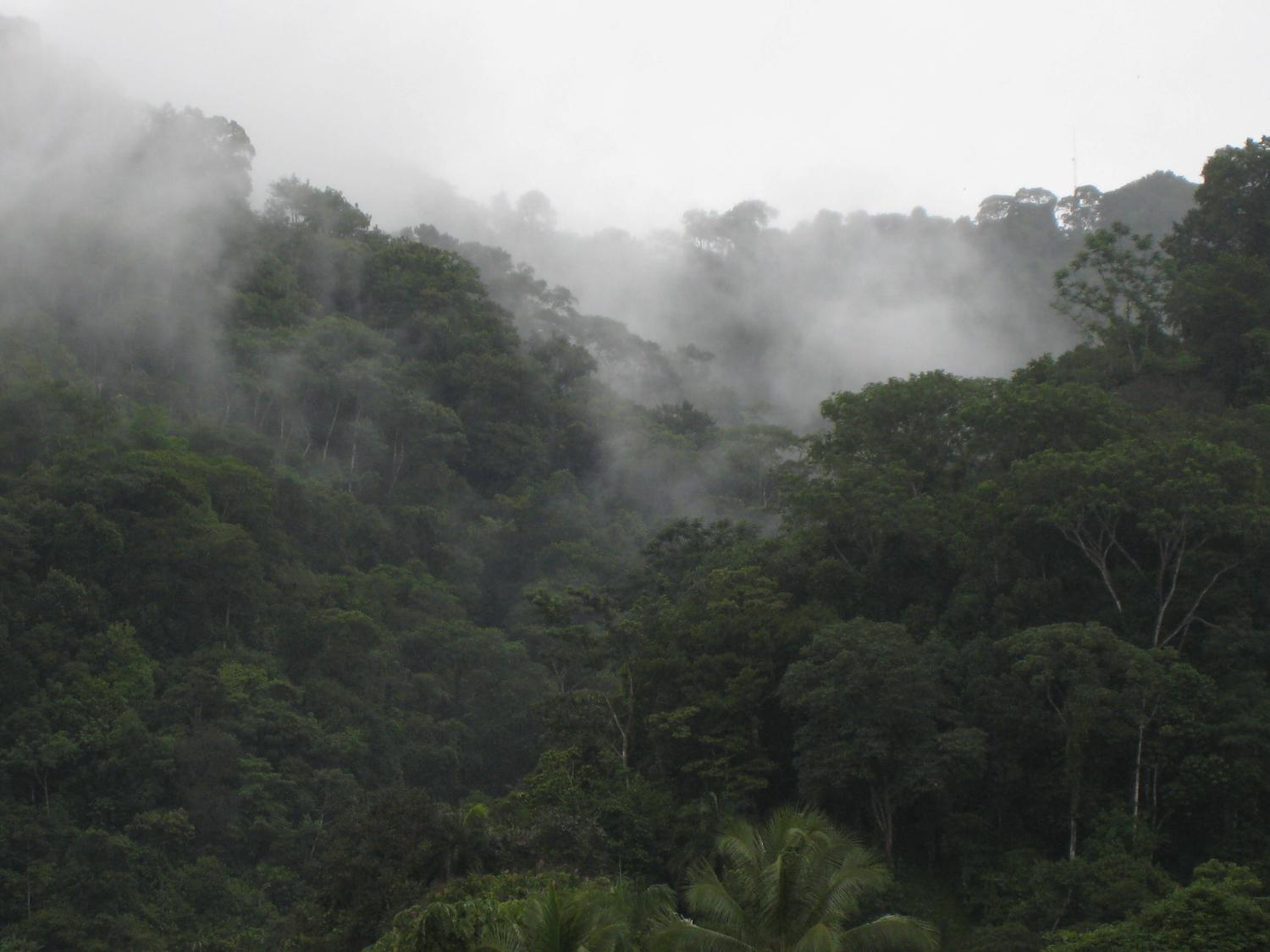
Тропічний ліс в районі затоки Гольфо-Дульче

## Географія
Екорегіон панамських тихоокеанських вологих лісів простягається на 500 км вздовж тихоокеанського узбережжя Коста-Рики та Панами. Із заходу та півдня він обмежений Тихим океаном, а з півночі — коста-риканськими горами Кордильєра-Сентраль та панамськими горами Кордильєра-де-Таламанка. Екорегіон охоплює низку півостровів, зокрема півострів Оса на південному заході Коста-Рики, півострів Буріка на кордоні Коста-Рики і Панами та великий півострів Асуеро на півдні Панами. Також він включає низку островів, розташованих біля тихоокеанського узбережжя Панамського перешийка, найбільшим з яких є панамський острів Коїба у затоці Чирикі.
Рельєф екорегіону представлений низовинами, які менш ніж за 50 км від узбережжя переходять у передгір'я Центральноамериканських Кордильєр. На півостровах регіону також є невеликі гірські масиви, які підіймаються на висоту до 1500 м над рівнем моря. Гори Панамського перешийка є вулканічно активними зонами, тому материнською породою для ґрунтів екорегіону виступають базальти.
На північному заході, в районі затоки Нікоя, вологі ліси екорегіону переходять у сезонні вологі ліси Коста-Рики, на сході півострова Буріка — у сухі ліси Панами, а в горах на півночі — у гірські ліси Таламанки. У лагунах на тихоокеанському узбережжі екорегіону зустрічаються мангрові ліси, які є частиною екорегіону мангрів вологого тихоокеанського узбережжя.

## Клімат
В межах екорегіону переважає вологий мусонний клімат (Am за класифікацією кліматів Кеппена) або екваторіальний клімат (Af за класифікацією Кеппена). Середньорічна кількість опадів в регіоні коливається від приблизно 2500 мм на заході Центральної Панами до майже 6000 мм у передгір'ях в Коста-Риці. Середньорічна температура у прибережних частинах регіону становить 27 °C, а в передгір'ях — 21 °C і незначно змінюється протягом року.

## Флора
В межах екорегіону зустрічаються різноманітні рослинні угруповання. У заплавах річок, на берегах лагун та у інших сезонно затоплюваних територіях зустрічаються трав'янисті та пальмові болота і заболочені ліси, у яких домінують великолопатеві пентаклетри (Pentaclethra macroloba). Уздовж річок і струмків зустрічаються галерейні ліси, у яких домінують бавовняні дерева (Ceiba pentandra), дикі кеш'ю (Curatella americana) та інші дерева, що можуть виростати до 70-80 м заввишки. Основними рослинними угрупованнями екорегіону є рівнинні вічнозелені широколистяні тропічні ліси, лісовий намет в яких розташований на висоті 65 м над землею. У цих лісах зростають молочні дерева (Brosimum utile) та рідкісні коста-риканські анаксогореї (Anaxagorea phaeocarpa), а в підліску поширені різноманітні пальми, зокрема королівські вельфії (Welfia regia) та ходячі сократеї (Socratea exorrhiza). У постійно заболочених пальмових саванах переважають пальми йолільйо (Raphia taedigera).
Флора екорегіону характеризується високим різноманіттям, оскільки Панамський перешийок є місцем, де поєднуються елементи північноамериканської та південноамериканської флори. Лише на півострові Оса в Коста-Риці зустрічається щонайменше 700 видів дерев.

## Фауна
Фауністичне різноманіття екорегіону також є дуже високим: загалом тут зустрічається понад 800 видів хребетних тварин. Біорізноманіття та рівень ендемізму у панамських тихоокеанських вологих лісах вищі, ніж у панамських атлантичних вологих лісах, завдяки більшому різноманіттю топографії та сезонності клімату. У провінції Чирикі на крайньому південному заході Панами зустрічається більше ендемічних амфібій та плазунів, ніж в інших регіонах Панами.
Серед великих ссавців, поширених в регіоні, слід відзначити панамського білохвостого оленя (Odocoileus virginianus chiriquensis), центральноамериканську мазаму (Mazama temama), ошийникового пекарі (Dicotyles tajacu), звичайного пекарі (Tayassu pecari), центральноамериканського тапіра (Tapirus bairdii), центральноамериканську коату (Ateles geoffroyi), колумбійського ревуна (Alouatta palliata), великого мурахоїда (Myrmecophaga tridactyla), бурогорлого лінивця (Bradypus variegatus) та північного двопалого лінивця (Choloepus hoffmanni), а також найбільших хижаків Центральної Америки — ягуарів (Panthera onca) та пум (Puma concolor). Серед інших хижих ссавців, поширених в регіоні, слід відзначити оцелота (Leopardus pardalis), маргая (Leopardus wiedii), ягуарунді (Herpailurus yagouaroundi), панамського чагарникового пса (Speothos venaticus panamensis), тайру (Eira barbara), пухнастохвостого олінго (Bassaricyon gabbii), кінкажу (Potos flavus), білоносу носуху (Nasua narica), великого гризона (Galictis vittata), звичайного ракуна (Procyon lotor) та неотропічну видру (Lontra longicaudis), поширену на берегах річок. 
Також в екорегіоні поширені численні дрібні ссавці, зокрема панамські капуцини (Cebus imitator), низинні паки (Cuniculus paca), центральноамериканські агуті (Dasyprocta punctata), пістряві вивірки (Sciurus variegatoides), рудохвості вивірки (Sciurus granatensis), центральноамериканські щетинці (Proechimys semispinosus), андійські коенду (Coendou quichua), південні опосуми (Didelphis marsupialis), центральноамериканські волохаті опосуми (Caluromys derbianus), мишачі опосуми Робінсона (Marmosa robinsoni), дев'ятипоясні броненосці (Dasypus novemcinctus), північні тамандуа (Tamandua mexicana) та різноманітні рукокрилі, зокрема великі мішкокрили (Saccopteryx bilineata), коїбанські молоси (Molossus coibensis) та смугасті жовтовухі листоноси (Vampyriscus nymphaea). Ендеміками екорегіону є центральноамериканські саймірі (Saimiri oerstedii), коїбанські агуті (Dasyprocta coibae) та гоферики Андервуда (Heterogeomys underwoodi), а майже ендемічними його представниками — панамські колючі торбомиші (Heteromys adspersus), дар'єнські врожайниці (Reithrodontomys darienensis), лазаючі миші Вотсона (Tylomys watsoni), жовті панамомиші (Isthmomys flavidus) та мишачі опосуми Олстона (Marmosa alstoni).
Серед поширених в екорегіоні птахів слід відзначити малого татаупу (Crypturellus soui), великого кракса (Crax rubra), сіроголову чачалаку (Ortalis cinereiceps), строкатого голуба (Patagioenas speciosa), велику піаю (Piaya cayana), мексиканського ерміта (Phaethornis longirostris), чагарникового ерміта (Phaethornis striigularis), синьоголового колібрі-ангела (Heliomaster longirostris), синьоголового колібрі-якобіна (Florisuga mellivora), фіолетоволобого колібрі-фею (Heliothryx barroti), фіолетоволобого колібрі-лісовичка (Thalurania colombica), рудохвостого колібрі-сапфіра (Chlorestes eliciae), цакатла (Amazilia tzacatl), королівського кондора (Sarcoramphus papa), велику гарпію (Harpia harpyja), великодзьобого канюка (Rupornis magnirostris), неотропічного яструба (Astur bicolor), буру сову-лісовика (Strix virgata), буру сову-роганя (Lophostrix cristata), жовтогрудого трогона (Trogon rufus), жовтошийого тукана (Ramphastos ambiguus), панамську таматію (Malacoptila panamensis), червоного ару (Ara macao), жовтолобого амазона (Amazona farinosa), жовтощокого амазона (Amazona autumnalis), тринідадського амазона (Amazona ochrocephala), бурощокого каїку (Pyrilia haematotis), буроплечого тіріку (Brotogeris jugularis), смугастого сорокуша (Thamnophilus doliatus), тиранового ману (Cercomacroides tyrannina), каштанового покривника (Poliocrania exsul), рудого грімпаря (Dendrocincla homochroa), північного кокоа (Xiphorhynchus susurrans), гострохвостого манакіна-червононога (Chiroxiphia lanceolata), північного віялочуба (Onychorhynchus mexicanus), тропічного тирана (Tyrannus melancholicus), малу еленію (Elaenia chiriquensis), панамського копетона (Myiarchus panamensis), велику пітангу (Pitangus sulphuratus), білочеревого віреончика (Pachysylvia decurtata), буру паю (Psilorhinus morio), синьоброву паю (Cyanocorax affinis), рудоволого поплітника (Pheugopedius rutilus), бронзового дрозда (Turdus grayi), західну гутураму (Euphonia laniirostris), золотодзьобого тихоголоса (Arremon aurantiirostris), сивоголову риджвею (Arremonops conirostris), товстодзьобу коноту (Psarocolius wagleri), жовтодзьобого касика (Amblycercus holosericeus), широкобрового коронника (Basileuterus delattrii), кармінову габію (Habia rubica), блакитного цукриста (Dacnis cayana), синьощокого цукриста (Dacnis venusta), червоногузу тапірангу (Ramphocelus passerinii) та церебу (Coereba flaveola).
Ендеміками екорегіону є панамські горлички (Leptotila battyi), коста-риканські голкохвости (Chaetura fumosa), панамські колібрі-манго (Anthracothorax veraguensis), панамські аріани (Polyerata decora), панамські трогони (Trogon bairdii), маскові гіли (Melanerpes chrysauchen), асуерські котори (Pyrrhura eisenmanni), панамські філідори (Automolus exsertus), острівні курутії (Cranioleuca dissita), помаранчеві манакіни-короткокрили (Manacus aurantiacus), панамські котинги (Cotinga ridgwayi), смугасті поплітники (Cantorchilus semibadius), коста-риканські гутурами (Euphonia imitans), панамські жовтогорлики (Geothlypis chiriquensis) та коста-риканські габії (Habia atrimaxillaris), а майже ендемічними його представниками — синьогорлі колібрі-лісовички (Chrysuronia coeruleogularis), білочубі колібрі-вусані (Lophornis adorabilis), гірські колібрі-аметисти (Philodice bryantae), садові колібрі-смарагди (Chlorostilbon assimilis), білогруді амазилії-берили (Saucerottia edward), червонодзьобі аракарі (Pteroglossus frantzii), червонолобі аратинги (Psittacara finschi), коста-риканські сорокуші (Thamnophilus bridgesi), руді арапонги (Procnias tricarunculatus), панамські поплітники (Cantorchilus elutus), панамські гутурами (Euphonia luteicapilla) та білогорлі танагри-сикіти (Lanio leucothorax). Майже ендемічні мангрові аріани (Amazilia boucardi) та жовтодзьобі блаватники (Caprodectes antoniae) переважно зустрічаються у мангрових лісах на тихоокеанському узбережжі Коста-Рики, однак вони також трапляються у прибережних лісах і чагарникових заростях екорегіону.
Герпетофауна екорегіону також включає низку ендемічних видів. Серед ендемічних плазунів, поширених в регіоні, слід відзначити осайського аноліса (Anolis osa), бахію Блера (Bachia blairi), панамську земляну змію (Geophis championi), чорноголову гадюку (Lachesis melanocephala) та білохвосту свиноносу гадюку (Porthidium porrasi), а серед амфібій — осайську черв'ягу (Oscaecilia osae), поширену на півострові Оса, а також гольфітську жабу (Craugastor taurus) та рідкісного отруйного гольфо-дульчійського дереволаза (Phyllobates vittatus), поширених в районі затоки Гольфо-Дульче на південному сході Коста-Рики.

## Збереження
Незважаючи на те, що в екорегіоні все ще існують великі ділянки незайманих тропічних лісів, близько третини лісів регіону було вирубано і перетворено на пасовища та інші сільськогосподарські угіддя. Залишки лісів часто є значно фрагментованими, щоб підтримувати популяції великих тварин. Найбільший масив незайманих лісів зберігся у Національному парку Корковадо на півострові Оса. Основними загрозами для збереження природи регіону є вирубка та спалювання лісів, особливо на середніх висотах (на висоті від 500 до 1000 м над рівнем моря), де природна рослинність наразі займає лише близько 1 % території.
Оцінка 2017 року показала, що 3370 км², або 12 % екорегіону, є заповідними територіями. Природоохоронні території включають: Національний парк Корковадо, Національний парк Чірріпо, Національний парк Карара, Національний парк імені Мануеля Антоніо, Національний парк П'єдрас-Бланкас, Лісовий заповідник Гольфо-Дульче та Біологічний заповідник Ісла-дель-Каньйо в Коста-Риці, а також Національний парк Коїба, Національний парк вулкана Бару та Національний парк Серро-Хоя в Панамі.